# Isoetes azorica
Isoetes azorica är en kärlväxtart som beskrevs av Michel Charles Durieu de Maisonneuve. Isoetes azorica ingår i släktet braxengräs, och familjen Isoetaceae. Inga underarter finns listade i Catalogue of Life.